# Заблудов
Заблудов (пољ. Zabłudów) град је у Пољској у Војводству подласком. По подацима из 2012. године број становника у месту је био 2504.

## Становништво
| 2012. |
| ----- |
| 2.504 |